# 山下公子
山下 公子（やました きみこ、本名は村上公子、1952年 - ）は、ドイツ文学者、早稲田大学教授。専門はドイツ地域論。夫は村上陽一郎。

## 略歴
香川県高松市生まれ。福岡県立修猷館高等学校を経て、1975年上智大学外国語学部ドイツ語学科卒業。1980年東京大学大学院人文科学研究科独文学専攻博士課程中退。1991年富山国際大学助教授、1999年教授、2000年退職、2001年早稲田大学人間科学部教授。
精神分析、児童虐待研究・教育関連などでアリス・ミラーの翻訳が多数あり、ナチス・ドイツ研究・翻訳も多数ある。

## 著書
- 『ミュンヒェンの白いバラ ヒトラーに抗した若者たち』筑摩書房 1988
- 『ヒトラー暗殺計画と抵抗運動』講談社選書メチエ　1997

共編
- 『ドイツ女性の歩み』河合節子、野口薫 三修社 2001

## 翻訳
- フリードリッヒ・ヘルネック『知られざるアインシュタイン ベルリン1927-1933』村上陽一郎共訳 紀伊国屋書店 1979
- P.K.ファイヤアーベント『自由人のための知 科学論の解体へ』村上陽一郎共訳 新曜社 1982
- アリス・ミラー『魂の殺人 親は子どもに何をしたか』新曜社 1983
- フィリップおよびフィリス・モリソン、チャールズおよびレイ・イームズ事務所『Powers of ten 宇宙・人間・素粒子をめぐる大きさの旅』村上陽一郎・公子訳 日経サイエンス 1983
- ジーン・リードロフ『野生への旅 いのちの連続性を求めて』新曜社 1984
- アリス・ミラー『禁じられた知 精神分析と子どもの真実』新曜社 1985
- ハンス・ショル、ソフィー・ショル『白バラの声 ショル兄妹の手紙』新曜社 1985
- フロリアン・クルマス『言語と国家 言語計画ならびに言語政策の研究』岩波書店 1987
- M.クリュル『フロイトとその父』水野節夫共訳  思索社 1987
- ヴェルター・イェンス,ハンス・キュング『文学にとって神とは何か』新曜社 1988
- マルガレーテ・ミッチャーリヒ『過去を抹殺する社会 ナチズムの深層心理』新曜社 1989
- 『ライナー・クンツェ 人と作品』ハインツ・ハム共編 思潮社 1989
- ゲオルク・グロデック『エスの本 無意識の探究』岸田秀共訳 誠信書房 1991
- コルデリア・エドヴァルドソン『ユダヤの星を背負いて アウシュヴィッツを生きぬいた少女』福武書店 1991
- フランツ・ルツィウス『灰色のバスがやってきた ナチ・ドイツの隠された障害者「安楽死」措置』草思社 1991
- ライナー・クンツェ『暗号名「抒情詩」 東ドイツ国家保安機関秘密工作ファイル』草思社 1992
- J.K.シュテットバッハー『こころの傷は必ず癒える 抑圧された子ども時代に向きあう療法』新曜社 1993
- アリス・ミラー『沈黙の壁を打ち砕く 子どもの魂を殺さないために』新曜社 1994
- アリス・ミラー『才能ある子のドラマ 真の自己を求めて 新訳』新曜社 1996
- マリアンネ・クリュル『トーマス・マンと魔術師たち マン家のもう一つの物語』三浦國泰共訳 新曜社 1997
- アリス・ミラー『子ども時代の扉をひらく 七つの物語』新曜社 2000
- フロリアン・クルマス『まだまだまともな日本』文藝春秋 2002
- アリス・ミラー『真実をとく鍵 作品がうつしだす幼児体験』新曜社 2004
- アリス・ミラー『闇からの目覚め 虐待の連鎖を断つ』新曜社 2004
- ハンス・ユルゲン・シュルツ編『彼ら抜きでいられるか  二十世紀ドイツ・ユダヤ精神史の肖像』中込啓子、河合節子、中島裕昭、松永美穂共訳 新曜社 2004
- マルティン・デリー『リリ・ヤーンの手紙 1900年ケルン生まれ-1944年アウシュヴィッツにて死去』泉晶子共訳 シュプリンガー・フェアラーク東京 2006

## 論文
- 山下公子
- 村上公子